# Colquhounia seguinii
Colquhounia seguinii là một loài thực vật có hoa trong họ Hoa môi. Loài này được Vaniot mô tả khoa học đầu tiên năm 1904.